# Sandy + Chef
Sandy + Chef é um programa de culinária brasileiro apresentado por Sandy Leah baseado no programa de televisão americano Selena + Chef. O programa estreou na HBO Max em 11 de novembro de 2021. A primeira temporada consiste em 6 episódios.
Devida a fusão da WarnerMedia com a Discovery, o programa foi retirado do catálogo no dia 15 de julho de 2022, uma vez que a Warner Bros. Discovery estuda a possibilidade de unificar o conteúdo das duas empresas, com as atrações fazendo parte dos projetos exclusivos.

## Premissa
Em julho de 2021 o serviço de streaming, HBO Max, anunciou o programa culinário Sandy + Chef, sendo uma versão brasileira do programa estrelado pela também cantora Selena Gomez, o Selena + Chef. A premissa é a mesma da versão norte-americana: Sandy, em sua própria casa, participa de aulas remotas com diferentes chefs profissionais em cada episódio. Os chefs compartilham receitas, dicas e truques valiosos e lidam com as confusões na cozinha.
Há também um viés social do programa, pois a cada episódio uma organização de caridade é selecionada pelo chefe convidado, e acaba recebendo uma doação de 25 mil reais pelo programa. Nos episódios, há também a participação de familiares da cantora, como seu irmão, Junior Lima, e seu pai, Xororó.

## Elenco
Sandy Leah estrela como a apresentadora da série.  Os convidados incluem:
- Paola Carosella
- Murakami
- Lili Almeida
- Thiago Castanho
- Renata Vanzetto
- João Diamante

### Participações Especiais
- Suzana Murakami
- Carol Jafet

## Episódios
| № | Título                    | Lançamento             |
| - | ------------------------- | ---------------------- |
| 1 | "Sandy + Paola Carosella" | 11 de novembro de 2021 |
| 2 | "Sandy + Murakami"        | 11 de novembro de 2021 |
| 3 | "Sandy + Lili Almeida"    | 11 de novembro de 2021 |
| 4 | "Sandy + Renata Vanzetto" | 18 de novembro de 2021 |
| 5 | "Sandy + Thiago Castanho" | 18 de novembro de 2021 |
| 6 | "Sandy + João Diamante"   | 18 de novembro de 2021 |

## Produção

### Desenvolvimento
A série de culinária foi inspirada no Selena + Chef, também da HBO Max, lançada em 2020. Dessa forma, o programa trás a cantora e apresentadora Sandy aprendendo a desenvolver os seus dotes culinários durante a quarentena de maneira improvisada, sem nenhum roteiro. Diego Guebel é o produtor executivo da série brasileira, que ainda conta com a produção de Livia Moreno e Luana Binta.

## Filmagens
O programa foi filmado durante a pandemia de COVID-19, protocolos de segurança estritos foram seguidos segundo a própria Sandy, sem nenhum membro da equipe realmente estar presente na cozinha. Os chefs que participaram em cada episódio aparecem remotamente.

## Lançamento
A primeira temporada da série foi lançada no dia 11 de novembro de 2021 na HBO Max. com a liberação de três episódios. Os outros três episódios devem ser lançados na semana seguinte.